# J'ai détruit mon mariage
J'ai détruit mon mariage (The Wife He Met Online) est un téléfilm canadien réalisé par Curtis Crawford, diffusé aux États-Unis le 21 avril 2012 sur Lifetime et en France le 8 octobre 2012 sur TF1.

## Synopsis
Bryant Myers, brillant publicitaire, divorcé et père d'une petite fille, tente l'aventure sur internet pour trouver l'âme sœur. Il y rencontre Georgia, qui lui semble être différente des autres femmes et ne tarde pas à l'épouser. Ce mariage éclair ainsi que le mystère entourant le passé de Georgia intriguent Virginia, l'ex-femme de Bryant, qui va mener son enquête. Entre-temps, Georgia devient de plus en plus jalouse et émotionnellement instable.

## Fiche technique
- Titre original : The Wife He Met Online
- Réalisation : Curtis Crawford
- Scénario : Christine Conradt
- Musique : Richard Bowers
- Genre : Drame
- Pays :  Canada
- Durée : 87 minutes
- Date de diffusion :
  -  États-Unis : 21 avril 2012 sur Lifetime
  -  France : 8 octobre 2012 sur TF1

## Distribution
- Sydney Penny : Georgia Marisette Meyers
- Cameron Mathison : Bryant Meyers
- Cynthia Preston : Virginia Meyers
- Emily Burley : Megan Meyers
- Krista Bridges (VF : Hélène Bizot) : Zenya Ivanski
- Barbara Niven (VF : Brigitte Virtudes) : Alma
- Michael Boisvert (VF : Éric Aubrahn) : Geoffrey Tustin
- Richard Nash : David
- James Thomas : Nick Bales
- Sophie Gendron (VF : Nathalie Duverne) : Penny
- Sarah Kryszak : Pam Bernadt
- Meghan Heffern (VF : Nathalie Kanoui) : Chelsea Lachance
- Chris Wyllie : Camera-man
- Tori Barban : Georgia jeune
- Rachelle Casseus : Rebecca
- Trie Donovan : Jessica
- Caroline Redekopp : Irena
- Meagan Brodie : Lisa
- Daniel Simpson : Ami de Zenya
- Barbara Guthrie : Edna
- Olivier Surprenant : Coursier

 Source et légende : version française (VF) sur RS Doublage et selon le carton du doublage français télévisuel.

## Accueil
Le téléfilm a été vu par 1,514 million de téléspectateurs lors de sa première diffusion.